# 小行星4756
小行星4756（4756 Asaramas）是一颗绕太阳运转的小行星，为主小行星带小行星。该小行星于1950年4月21日发现。

## 轨道参数
小行星4756的轨道半长轴为3.0211225 UA，离心率为0.058。